# مردم جت
مردم جات یا زَط، زُط، جط، زوت، جاط، گات یا جَت نام مردمانی است که خاستگاه اصلی‌شان شمال هندوستان و پاکستان کنونی می‌باشد. اینان در آغاز در درهٔ رود سند می‌زیستند.
تعداد جت‌های هندوستان در سال ۲۰۱۲ میلادی ۸۲٫۵ میلیون تن گزارش شده‌است. چودهاری چاران سینگ ششمین نخست‌وزیر هندوستان از این قوم بود. در پاکستان نیز سیاستمدار نامی حنا ربانی کهر از این قوم است.

## پیشینه
هنگامی که عرب‌های مسلمان به فرماندهی محمد بن قاسم ثقفی در سدهٔ هشتم میلادی سرزمین‌های گرداگرد سند را گشودند، با قوم اصلی جت روبه‌رو شدند. در سده‌های پانزدهم و شانزدهم میلادی گروهی از شبانان جت از خاستگاه اصلی‌شان به سوی پنجاب کوچیدند. در دورهٔ مغولی در پنجاب واژهٔ جت برابر با مفهوم رعیت بود. جت‌ها در غرب پنجاب به اسلام گرویدند، حال آنکه در شرق پنجاب آنان پیرو آیین سیک و در دیگر مناطق هندو بودند. در سدهٔ هژدهم میلادی بسیاری از آنان شهرنشین شدند.

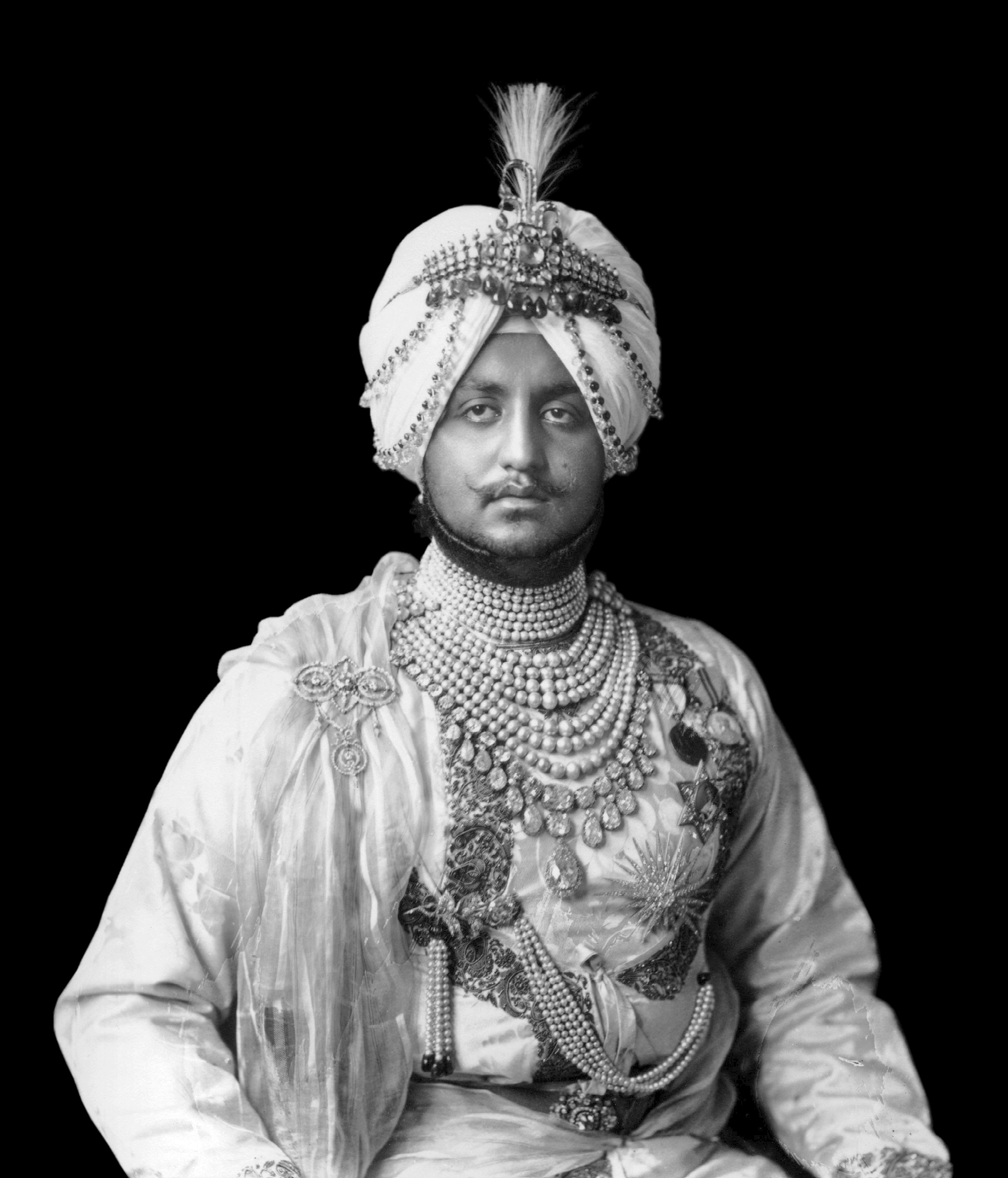
مهاراجه بوپندارا سینگ از مردمان جت پاتیالا

## جت‌های ایران
جت‌های ایران  عمدتاً در دو استان سیستان و بلوچستان و هرمزگان سکونت دارند.